# Israel e Rodolffo
Israel e Rodolffo (stylisé Israel & Rodolffo) est un duo brésilien de sertanejo, originaire de Jaraguá, dans l'État de Goiás. Le duo est formé par leurs parents, Antônio (le père d'Israel, décédé le 13 août 2020) et Juarez (le père de Rodolffo), qui réunissent leurs enfants alors qu'ils étaient encore enfants. En 1995, ils enregistrent un CD démo. 
En 2011, ils sortent un CD, un DVD, un Blu-ray et un kit live intitulé Do Jeito Que Eu Queria, qui contient les morceaux Largadão, Louco Desejo et Chorar por Amor. Tous les morceaux de l'album sont composées par le duo lui-même. La même année, ils sortent le CD-DVD Marca Evidente, toujours avec un répertoire entièrement original, qui rend plusieurs morceaux célèbres, notamment Amor que é bom ninguém quer dar, Marca Evidente avec une apparition spéciale de Jorge e Mateus, Ai que Vontade, avec Humberto e Ronaldo, Sou seu Fã avec Gusttavo Lima, Chorar por Amor avec Cristiano Araújo, et Frio e Calor avec Matheus e Kauan. Le duo est invité à faire une apparition spéciale lors du nouveau retour de la chanteuse de country Paula Fernandes en 2022.

## Histoire
Antônio et Juarez se rencontrent dans les années 1990 dans un studio de la ville de Goiânia. Ils enregistraient tous deux des jingles politiques pour des candidats dans différentes villes. Dans le studio, ils se lient d'amitié et découvrent qu'ils avaient quelque chose en commun. Ils aimaient tous deux chanter et avaient de jeunes enfants qui commençaient également à chanter. L'un dit que son fils fait la deuxième voix, l'autre dit que son fils s'occupe du chant. Sachant cela, ils décident d'organiser une rencontre entre les deux garçons afin qu'ils puissent faire connaissance.
Au bout d'un certain temps, cette rencontre a lieu et Israël et Rodolffo font connaissance. Israël était très timide, contrairement à Rodolffo. D'autres rencontres suivent, les deux se rapprochent et commencent peu à peu à chanter ensemble. À l'âge de sept ans, le duo se produit déjà lors de petites fêtes, d'événements politiques et à l'école. À l'âge de 11 ans, les chanteurs enregistrent un CD démo avec quatre chansons inédites, qui ne sortira jamais. Il s'agit de la première œuvre du duo, qui leur suffit pour prendre goût à la musique. Dès lors, ils n'ont plus jamais arrêté. Après avoir étudié à l'adolescence, leur voix étant déjà bien définie, ils ont commencé à chanter dans des bars et lors de grands événements. Toujours sous la responsabilité et les conseils de Juarez Dias, le père de Rodolffo.
En tête des charts, Israel e Rodolffo enregistrent leur DVD Onde a Saudade Mora au début du second semestre 2018. Il est publié par AudioMix Records et Som Livre. Parmi les titres figure Coração de Quatro, que le duo avait déjà publié sur internet et qui avait déjà eu du succès. En septembre, Coração de Quatro entre dans le programme radio. En 2019, Israel e Rodolffo enregistrent leur sixième DVD et leur dixième album, également signés par Ivan Miyazato. L'album, intitulé Conselho, titre d'un des morceaux du répertoire, compte déjà plus de 10 millions de vues sur YouTube et ses chiffres augmentent chaque jour, et sort en novembre 2020.
En novembre 2020, le DVD Aqui e Agora est enregistré, avec 19 morceaux. En 2021, Rodolffo participe à la 21e saison de l'émission de téléréalité Big Brother Brasil de TV Globo en tant que membre du groupe « camarote », arrivant en 11e position avec 50,48 % des votes pour l'élimination. Le 5 février 2021, le DVD est publié pour coïncider avec l'entrée de Rodolffo dans la 21e saison de l'émission de téléréalité Big Brother Brasil. L'ouverture de sa fête de leader était un morceau nouvellement publié par le duo Batom de Cereja. Le titre Batom de Cereja du DVD devient le plus grand succès de la carrière du duo, atteignant la première place sur Spotify au Brésil en mars. L'exposition à l'émission permet au morceau d'être le plus joué sur Spotify et Deezer dans les jours qui suivent, ainsi que d'être l'une des 50 morceaux les plus jouées au monde. Il est éliminé le 6 avril 2021, avec 50,48 % des voix contre les candidats Caio Afiune et Gilberto Nogueira. Le même mois, le morceau entre dans le Top 30 mondial de Spotify. C'est la première fois qu'un morceau de sertanejo entre dans le Top 30 mondial. Le morceau est écouté plus de 85 millions de fois sur la plateforme.

## Discographie

### Albums studio
- 2013 : Na Terra do Pequí
- 2014 : Bem Apaixonado

### Albums live
- 2012 : Marca Evidente ao Vivo
- 2013 : Imprevisível
- 2016 : Sétimo Sol ao Vivo na House
- 2018 : Israel e Rodolffo - Acústico
- 2018 : Onde a Saudade Mora
- 2019 : Conselho ao Vivo
- 2021 : Aqui e Agora

### EP
- 2014 : Me Conta o Resto
- 2019 : Histórico de Recaída ao Vivo
- 2020 : Como Que Não Toma Uma ao Vivo
- 2021 : Ao Vivo em Brasília - EP 1